# کارمن لافورت
کارمن لافورت (بارسلونا ۶ سپتامبر ۱۹۲۱ – مادرید، ۲۸ فوریه ۲۰۰۴) نویسنده اسپانیایی بود که در دوره پس از جنگ داخلی اسپانیا نوشت. او یک نویسنده مهم اروپایی است و آثارش به مدرسه ادبیات اگزیستانسیالیستی کمک کرد و اولین رمانش نادا سبک ادبی ترمندیزمو اسپانیایی را که توسط کامیلو خوزه سلا با رمانش خانواده پاسکوال دوارته آغاز شده بود، ادامه داد. او در سال ۱۹۴۴ جایزه نادال را دریافت کرد.

## زندگی‌نامه
لافورت در بارسلون به دنیا آمد، اما در سن ۲ سالگی به همراه خانواده‌اش به جزایر قناری نقل مکان کرد و کودکی خود را در آنجا گذراند. در سن ۱۲ سالگی او مادرش را از دست داد و پدرش پس از آن با زنی که لافورت و خواهر و برادرانش دوست نداشتند ازدواج کرد (تجربیات ناخوشایندی که در بسیاری از ادبیاتش به تصویر کشیده شده است). در سال ۱۹۳۹ در سن ۱۸ سالگی، لافورت به بارسلونا رفت و فلسفه را در دانشگاه بارسلونا مطالعه کرد، در حالی که با اقوام خود زندگی می‌کرد. در سال ۱۹۴۲ به مادرید رفت و در دانشگاه کامپلوتنسه حقوق خواند. در سال دوم، او کلاس‌ها را ترک کرد تا به‌طور کامل به نوشتن بپردازد و بین ژانویه و سپتامبر ۱۹۴۴ اولین رمان خود، نادا را نوشت که در سال اول انتشارش (۱۹۴۵) جایزه نادال را از سردبیری منوسکوارو به دست آورد. یک رمان در مورد توسعه نوجوانان زن، نادا به عنوان یکی از آثار کلاسیک ادبیات اسپانیایی قرن بیستم شناخته می‌شود و به موضوعاتی مانند اگزیستانسیالیسم و جستجوی نوجوانان برای هویت می‌پردازد.
لافورت رابطه بسیار بی‌اعتمادی با منتقدانش داشت، به ویژه پس از آن که در تلاش بود تا به تمجیدهای منتقدانه برجسته‌ای که اولین رمانش داشت، برسد. با این حال، او مجموعاً پنج رمان منتشر کرد: انتشار سال ۱۹۵۲ جزیره و شیاطین، که در واقع پیش‌درآمد نادا است؛ زن جدید در سال ۱۹۵۵، که با بازکشف ایمان کاتولیکش انگیزه گرفته بود و جایزه منورکا را دریافت کرد؛ آفتاب‌سوختگی در سال ۱۹۶۳، قسمت ابتدایی سه‌گانه سه قدم خارج از زمان؛ و در نهایت رمان روان‌شناختی بازگشت به گوشه که در می ۲۰۰۴ پس از مرگش منتشر شد.
پس از بازدید از ایالات متحده به عنوان مهمان وزارت امور خارجه در سال ۱۹۶۵، لافورت یادداشت‌های سفر خود را با عنوان موازی ۳۵ در سال ۱۹۶۷ منتشر کرد. دوستی او با نویسنده هموطن اسپانیایی و مقیم ایالات متحده رامون جی. سندر در مجموعه‌ای از نامه‌ها که در سال ۲۰۰۳ با عنوان می‌توانم روی تو حساب کنم منتشر شد، آشکار شد. او همچنین نویسنده داستان‌های کوتاهی بود که بیشتر آنها در مجموعه‌ای به نام مرده در سال ۱۹۵۲ منتشر شد، و داستان‌های کوتاه دیگری که در سال ۱۹۵۴ در مجموعه‌ای به نام تماس منتشر شد. چهار داستان کوتاه دیگر — جهنم، تازه ازدواج کرده، تسکین و راز گربه — به ترتیب در مجلات اینسولا (۱۹۴۴ و ۱۹۵۲)، دستینو (ژوئن ۱۹۵۳) و بازار (مارس ۱۹۵۲) منتشر شدند. در سال ۱۹۸۷، او تحصیلات تکمیلی در رشته ادبیات را در دانشگاه جرج‌تاون آغاز کرد.
در سال‌های پایانی عمرش، لافورت از بیماری آلزایمر رنج می‌برد و در نهایت توانایی صحبت کردن را از دست داد. او در ۲۸ فوریه ۲۰۰۴ در مادرید درگذشت.
نادا، موفق‌ترین رمان او، همواره به چاپ رسیده است. انتشار می‌توانم روی تو حساب کنم در سال ۲۰۰۳، که مجموعه‌ای از مکاتبات او با رامون جی. سندر به ویراستاری اسرائیل رولون بارادا است، و بازنشر رمان ۱۹۵۵ او، زن جدید، با پیشگفتاری از همان ویراستار، منجر به تجدید علاقه به آثار او شد، که با ترجمه جدید انگلیسی نادا توسط ادیت گراسمن در سال ۲۰۰۷ تقویت شد. در فوریه ۲۰۰۷، به عنوان بزرگداشت سومین سالگرد مرگ او، سردبیری منوسکوارو برای اولین بار مجموعه‌ای از تمام داستان‌های کوتاه او، از جمله پنج داستان قبلاً منتشر نشده، را منتشر کرد. در سال ۲۰۰۹، کریستینا سرزالس کتاب دومی دربارهٔ مادرش، موسیقی سفید (Destino) منتشر کرد.